# Източен Тимор
Източен Тимор, с официално наименование Демократична република Тимор-Леще (на португалски: República Democrática de Timor-Leste; на тетум: Repúblika Demokrátika de Timór-Leste) е островна държава в Югоизточна Азия. Намира се в източния край на Индонезийския архипелаг, на северозапад от Австралия и заема източната половина от остров Тимор. Столицата на страната е град Дили.

## Етимология
Наименованието на страната произлиза от думата „тимур“, означаваща „изток“ на индонезийски и малайски. „Леще“ означава „изток“ на португалски.
Официалното название на страната на португалски е República Democrática de Timor-Leste, а на езика тетум – Repúblika Demokrátika Timór-Leste.

## История
Португалия започват да търгува с остров Тимор през ранния XVI в. и в средата на века го колонизират. Съперничеството с Нидерландия през 1859 г. принуждава Португалия да отстъпи западната част на острова.
По време на Втората световна война островът е под японска окупация в периода 1942 – 1945 г. След капитулацията на Япония Португалия възстановява политическия и военен контрол върху колонията си. Източен Тимор обявява независимост от Португалия на 28 ноември 1975 г. и девет дни по-късно е нападнат и окупиран от индонезийски войски. Той влиза в състава на Република Индонезия през юли 1976 г. като провинция Тимор Тимур (Източен Тимор).
През следващите две десетилетия се провежда неуспешна кампания на умиротворяване, по време на която загиват между 100 000 и 250 000 души. На 30 август 1999 г. в национално допитване, подкрепено от ООН, населението на Източен Тимор гласува за независимост от Индонезия.
Периодът между референдума и пристигането на международни умиротворителни войски в края на септември 1999 г. е белязан от сблъсъци между различни фракции, някои от които подкрепяни от Индонезия. Загиват 1400 тиморци, а други 300 000 преселват в Западен Тимор като бежанци. По-голямата част от инфраструктурата на страната, включително домове, напоителни системи, водопроводи, училища и почти 100% от електрическата мрежа са унищожени.
На 20 септември 1999 г. в страната пристигат австралийски умиротворителни сили от Международни сили за Източен Тимор (INTERFET) и слагат край на насилието. На 20 май 2002 г. Източен Тимор официално е обявен за независима държава, с което става първата нова независима страна за XXI век.
В края на април 2006 г. вътрешно напрежение принуждава правителството на Източен Тимор да отправи молба към австралийското правителство, което изпраща военни сили в страната в края на май. През август Съвета за сигурност на ООН започва мисия, която включва наемане на около 1600 души на работа в полицейските сили. В резултата на подкрепата на международната общност, в периода април – юни 2007 г. правителството успява да запази мирната атмосфера по време на президентските и парламентарните избори и ситуацията е окончателно стабилизирана.

## География
Източен Тимор се намира на остров Тимор, част от Малайския архипелаг в Югоизточна Азия.
Релефът е планински.
Заема площ от 15 007 km².
Граничи с Индонезия – 228 km гранична ивица.
Брегова ивица – 706 km.

## Климат
Субекваториален, горещ и влажен. Сезони – сух и дъждовен.
Островът често е връхлитан от тропични циклони.

## Население
1 019 252 жители.
Обединени в етнически групи:
- Малайци-полинезийци
- Папуаси
- Китайци

Прираст – положителен – 2,12 %

## Религия
- Католици – 90%
- Мюсюлмани – 4%
- Протестанти – 3%
- Хиндуисти – 0,5%
- Будисти – 0,5%

## Официални езици
- Тетум
- Португалски

### Неофициални езици
- Испански
- Индонезийски
- Английски

## Административно деление
13 окръга:
- Аилеу
- Айнаро
- Баукау
- Бобонаро (Малиана)
- Кова-Лима (Суай)
- Дили
- Ермера
- Лаутем
- Ликика
- Манутуту
- Мануфахи
- Окуси
- Викуке

## Национален празник
28 ноември – „Денят на Независимостта“

## Икономика
Източен Тимор е с нисък среден доход. Населението на страната продължава да страда от болести, причинени от десетилетията борба за независимост срещу Индонезия, нанесени са щети на инфраструктурата и разселените хиляди цивилни граждани.
Източен Тимор се намира на 158-о място по индекс на човешко развитие (ИЧР) между страните в света, втората най-ниска в Азия.
Развито е предимно селското стопанство – 25%, произвежда се:
- кафе
- ориз
- сладък картоф
- ванилия
- манго
- банани
- Сандалово дърво

Индустрия – 17,2%
- Производство на битова химия
- Текстилна промишленост

Обслужване и туризъм – 57,4%
Износ – предимно кафе, сандалово дърво и ванилия.
Внос – 237 милиона $, предимно храни.
Национална валута на страната от януари 2000 г. е щатският долар. Освен това от 2003 г. се използват собствени монети от тиморско сентаво, съответстващо по курс на американския цент. В обращение са монети с номинал 1, 5, 10, 25, 50, 100 и 200 сентаво.

## Транспорт
Шосейната мрежа е 3800 km (480 km асфалтирани).
Аерогари – 8 (3 с асфалтирани писти).